# Karl Killer (Politiker)
Karl Killer (* 26. Juni 1878 in Gebenstorf; † 7. Januar 1948 in Baden; heimatberechtigt in Gebenstorf und Baden) war ein Schweizer Politiker (SP), Lehrer und Schulbuchautor. Von 1919 bis 1943 war er Nationalrat, ab 1927 Stadtammann von Baden und ab 1943 der erste sozialdemokratische Aargauer Ständerat. Darüber hinaus sass er über drei Jahrzehnte lang im Aargauer Grossen Rat. Politisch engagierte er sich vor allem für den Ausbau des Bildungswesens.

## Biografie
Der Sohn des Lehrers und Bauern Franz Rudolf Killer und von Maria Müri besuchte die Gemeindeschule in Gebenstorf und die Bezirksschule in Brugg. Ab 1893 absolvierte er das Lehrerseminar Wettingen. Kurz vor Abschluss der Ausbildung wurde Killer 1897 zum Lehrer der Gesamtschule des Dorfes Asp in der Gemeinde Densbüren gewählt. Ein Jahr später wechselte er an die Oberschule in Villigen. Dort war er zeitweise auch Präsident der landwirtschaftlichen Genossenschaft. Er gewann ein Preisausschreiben der kantonalen Erziehungsdirektion mit einer Schrift über die Überlastung der Volksschulen im Aargau.
Ab 1907 war Killer an der Gemeindeschule in Baden tätig. Er gewann einen pädagogischen Wettbewerb des Erziehungsdepartements zur Schaffung von Lesebüchern für die dritte bis fünfte Klasse, die anschliessend ein Vierteljahrhundert lang in Gebrauch waren. Ebenso verfasste er eine Aufgabensammlung mit Anleitung zum freien Aufsatz, die in drei Auflagen erschien. Zum Rektor der Schule befördert, führte er den Handarbeitsunterricht für Knaben, die Schülerspeisung sowie die Schülerunfallversicherung ein. Von 1912 bis 1928 war Killer Präsident des Aargauischen Lehrervereins.
1912 trat Killer der Sozialdemokratischen Partei bei und wurde im darauf folgenden Jahr in den Grossen Rat gewählt. Er setzte sich 1919 erfolgreich für die Übernahme der Besoldungen von Volksschullehrern durch den Kanton ein, verbunden mit der Einführung einer kantonalen Schulsteuer. Auch die Schaffung eines neuen Steuergesetzes und die Revision des Schulgesetzes gehören zu seinen Verdiensten. In den Jahren 1922/23 präsidierte er als erster Sozialdemokrat das Kantonsparlament.
Im Jahr 1919 wurde Killer zusätzlich in den Nationalrat gewählt, als erster Sozialdemokrat im Aargau. Zu seinen Hauptanliegen gehörten die Bekämpfung der Tuberkulose sowie die Revision des Alkoholmonopols und des Alkoholgesetzes. 1927 schaffte Killer die Wahl zum Stadtammann von Baden, womit er nun bis zu seinem Tod auf Gemeinde-, Kantons- und Bundesebene politisch tätig war. In Baden beschäftigte er sich hauptsächlich mit Bauprojekten (Schulhäuser, Schwimmbad, Schlachthof, Friedhof, Spitalerweiterung), darüber hinaus führte er die unentgeltliche Bestattung ein und begann ein kommunales Wohnbauprogramm.
1936 liess sich Killer von seiner ersten Ehefrau, der Krankenschwester Rosina Freitag, nach 33-jähriger Ehe scheiden; im gleichen Jahr folgte die Heirat mit der Lehrerin Anna Fritz. Bei den Ständeratswahlen 1943 wurde er als Nachfolger von Gottfried Keller in den Ständerat gewählt. Dabei konnte er sich gegen den Bruder des Verstorbenen, Regierungsrat Emil Keller, durchsetzen (zehn Jahre zuvor war er Hans Fricker unterlegen). Während des Zweiten Weltkriegs präsidierte er die Begnadigungskommission, welche die Todesurteile gegen Landesverräter überprüfte.

## Werke (Auswahl)
- Ist in der Volksschule Überbürdung vorhanden, und wenn ja, wie kann ihr entgegengearbeitet werden? Preisaufgabe der [aarg.] Erziehungsdirektion pro 1906. Mit dem 2. Preis prämierte Arbeit. Aarau: G. Keller 1907.
- mit Hans Mülli: Der Aufsatzunterricht auf der Oberstufe der Volksschule. 162 Schüleraufsätze und 270 Aufsatzthemen mit einer methodischen Wegleitung zur Umgestaltung des Aufsatzunterrichtes. 3., unveränderte Aufl. Leipzig; Aarau; Stuttgart: Edward Erwin Meyer 1909.
- Vom muttersprachlichen Unterrichte auf der Unterstufe der Volksschule. Lehrskizzen aus dem Sprach- und Sachunterricht im dritten Schuljahr. Leipzig; Aarau; Wien: Edward Erwin Meyer 1910.
- mit Karl Killer und von Jakob Wyss: Lesebuch für die Gemeindeschulen des Kantons Aargau: 4. Schuljahr. Im Auftrage des Erziehungsrates des Kantons Aargau unter Mitwirkung der kantonalen Lesebuchkommission. Aarau: Kantonaler Lehrmittelverlag 1912.
- Der Aargauische Lehrerverein. Seine Entstehung und Tätigkeit seit 1893. Im Auftrage der Delegiertenversammlung dargestellt. Aarau: Druckerei-Genossenschaft 1924.
- Wie Baden die Gründungszeit der Eidgenossenschaft erlebte. Zur Bundesfeier 1941 der Jugend erzählt. Aarau: Druckerei-Genossenschaft 1941.